# Genusasterisk

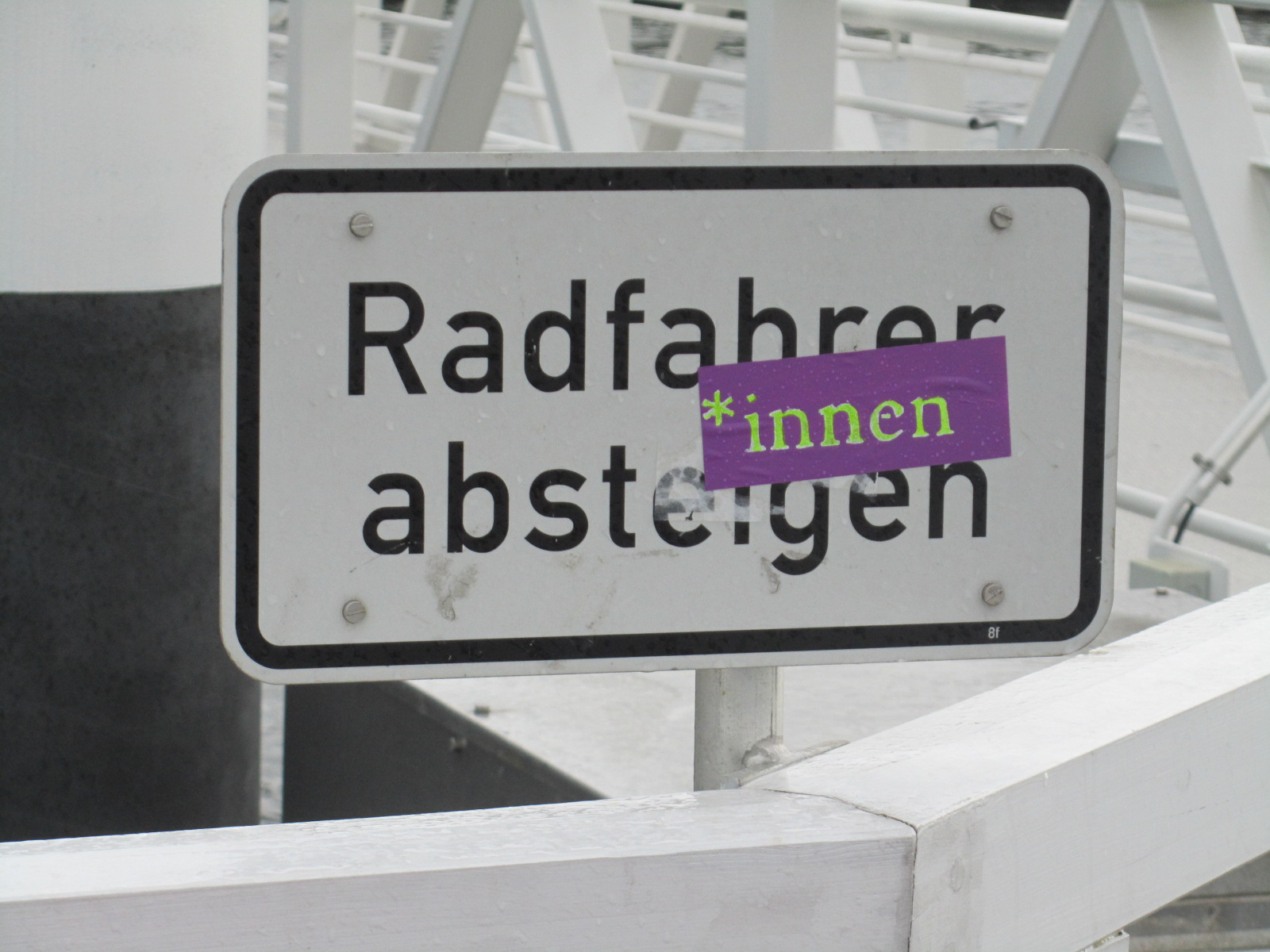
Klistermärke med *innen på en skylt i Kiel, Radfahrer absteigen (cyklister ska kliva av [för att leda cykeln]).

En genusasterisk, tyska: Gendersternchen, från engelskans gender, "socialt kön" och tyskans Sternchen, "liten stjärna", på svenska även genusstjärna eller genderstjärna, betecknar användandet av asterisk för genusinkluderande skrivsätt på tyska, som ersättning för beteckningar som annars har maskulin respektive feminin form, i syfte att göra ickebinära personer och andra personer med alternativ könsidentitet typografiskt synliga och inkluderade.
Skrivtecknet * används i detta fall för att undvika generiska maskulinformer som Künstler (konstnär), för att ersätta den sammanskrivna formen (Künstler/-innen) som beteckning för manliga och kvinnliga personer och istället ersätta snedstrecket med en asterisk, samtidigt som innebörden breddas: Künstler*innen. I singularform kan också en person avses som varken har manligt eller kvinnligt kön: Alex ist ein*e Künstler*in.
Tecknet är mindre passande i situationer där de maskulina respektive feminina formerna inte båda går att utläsa ur texten, till exempel om man använder beteckningen Kolleg*in för en kollega eftersom den maskulina formen Kollege då inte finns i texten; vid omljud där den manliga formen försvinner (Ärzt*in innehåller inte ordet Arzt som är maskulinformen för "läkare"), eller då exempelvis den obestämda artikeln respektive ändelsen inte grammatiskt överensstämmer och blir svåra att utläsa parvis (ein*e Abgeordnete*r, "en deputerad", "en vald representant").
På 1990-talet började asterisken användas i beteckningen trans* för att symbolisera transkönsidentitet. Den föreslogs 2009 som ersättning för det 2003 föreslagna skrivsättet med "genuslucka", (Künstler_innen). Själva begreppet Gendersternchen på tyska är delvis en anglicism och valdes 2018 till årets anglicism i Tyskland. 
Skrivsättet brukar i tal antingen uttalas genom det mer traditionella användandet av både maskulin respektive feminin form, (Künstler und Künstlerinnen), eller som en kort "genuspaus" med glottal klusil: [ˈkʏnstlɐʔɪnən].
Skrivsättet med asterisk i ordets mitt är inte officiellt i den av det multinationella Rådet för tysk rättskrivning fastställda stavningsreformen från 1996 med senare tillägg. År 2020 infördes genusasterisken i Dudens rättstavningsordbok som en "ej täckt av officiella regelverk" möjlighet till "genusinkluderande språkbruk".
Rådet för tysk rättskrivning hade 2021 inte infört genusasterisken som del av det officiella regelverket men tar detta och andra alternativa skrivsätt för genusinkludering i beaktande. Gesellschaft für deutsche Sprache erkänner inte asterisk, andra genustecken eller genuspauser som medel för ickediskriminerande språkbruk. Asterisker förekommer ofta i medierna som genusinkluderande skrivsätt, till exempel hos ZDF. Vissa myndigheter och förvaltningar i det tyska språkområdet rekommenderar användandet av genusasterisk för sin interna och externa kommunikation. Sedan 2016 förekommer även i ökad utsträckning så kallat genuskolon (Mitarbeiter:innen).